# Don't Sit Under the Apple Tree
Pour les articles homonymes, voir Apple (homonymie) et Tree.
Clip vidéo
[vidéo] « The Andrews Sisters - Don't Sit Under the Apple Tree - film Private Buckaroo(1942) », sur YouTube
[vidéo] « Harry James & The Andrews Sisters - film Private Buckaroo (1942) », sur YouTube
Don't Sit Under the Apple Tree (with Anyone Else but Me) (Ne t'assois pas sous le pommier, avec quelqu'un d'autre que moi, en anglais) est une chanson d'amour - standard de jazz, composée par Sam H. Stept (en) et écrite par Lew Brown et Charles Tobias pour la comédie musicale Yokel Boy (en) de Broadway en 1939. Sa reprise de 1942 entre autres par The Andrews Sisters est un des succès emblématiques international de leur carrière.

## Histoire
Cette chanson (adaptée de la chanson anglaise Long, Long Ago (en) de 1833, de l'auteur-compositeur Thomas Haynes Bayly) est composée par Sam H. Stept (en) et écrite par Lew Brown et Charles Tobias, pour la comédie musicale Yokel Boy (en) de Broadway à New York en 1939. Elle est reprise simultanément avec un succès international en 1942 et pendant la Seconde Guerre mondiale, par Glenn Miller, The Andrews Sisters, et Kay Kyser. 
A l'image de la célèbre chanson franco-britannique Roses of Picardy de la Première Guerre mondiale, les paroles (sur le thème de l'histoire militaire des États-Unis pendant la Seconde Guerre mondiale, avec quelques variantes selon les interprétations) évoquent un jeune américain qui part à la guerre, et demande à son amoureuse de l'attendre fidèlement jusqu’à son retour « J'ai écrit à ma mère, j'ai écrit à mon père, et maintenant je t'écris aussi. Je suis sûr de ma mère, je suis sûr de mon père, et maintenant je veux être vraiment vraiment sûr de toi. Ne t'assois pas sous le pommier avec quelqu'un d'autre que moi, n'importe qui d'autre que moi, personne d'autre que moi, non non non, jusqu'à ce que je revienne à la maison. Ne va pas avec un autre amoureux que moi, n'importe qui d'autre que moi, personne d'autre que moi, ensuite, nous iront le bras l'un dans l'autre, assis sous le pommier, bébé, juste toi et moi, quand je serais de retour à la maison... ».
La version disque 78 tours Decca Records des sœurs Andrews et du big band jazz d'Harry James (de leur film musical Private Buckaroo d'Edward F. Cline en 1942) est n°1 des ventes américaines d'octobre 1942 à janvier 1943, et un de leurs succès international les plus importants avec Bei Mir Bist Du Shein (1937), Boogie Woogie Bugle Boy (1941), Rum and Coca-Cola (1944), ou Tico-Tico no Fubá (1944)...
En 2016, la version des Andrews Sisters reçoit le Grammy Hall of Fame Award. 

## Reprises
Ce standard de jazz est repris par de nombreux interprètes, dont Glenn Miller (1942), The Andrews Sisters (1942), Kay Kyser (1942), Johnny Messner (1942), Bing Crosby (1962), Carol Channing (2012)...

## Théâtre et cinéma
- 1939 : Yokel Boy (en), comédie musicale de Broadway
- 1942 : Private Buckaroo, film musical d'Edward F. Cline (Universal Pictures) avec les sœurs Andrews
- 1952 : Un refrain dans mon cœur, de Walter Lang
- 1957 : Embrasse-la pour moi, de Stanley Donen, avec Cary Grant et Jayne Mansfield
- 1964 : A Carol for Another Christmas (en), de Rod Serling,
- 1999 : Prémonitions, de Neil Jordan
- 2012 : The Master, de Paul Thomas Anderson